# Heteronarce
Heteronarce is een geslacht uit de familie van de sluimerroggen (Narkidae). Het geslacht heeft volgens FishBase vier soorten. 

## Soorten[1]
- Heteronarce bentuviai (Baranes & Randall, 1989)
- Heteronarce garmani Regan, 1921
- Heteronarce mollis (Lloyd, 1907)
- Heteronarce prabhui Talwar, 1981